# Li Yan (halterófila, 2004)
Li Yan (en chino: 李闫; 1 de septiembre de 2004) es una deportista china que compite en halterofilia.
Ganó una medalla de oro en el Campeonato Mundial de Halterofilia de 2024, en la categoría de +87 kg.
En diciembre de 2024 estableció una nueva plusmarca mundial en arrancada de la categoría de +87 kg (149 kg).

## Palmarés internacional
| Campeonato Mundial | Campeonato Mundial | Campeonato Mundial | Campeonato Mundial |
| Año                | Lugar              | Medalla            | Categoría          |
| ------------------ | ------------------ | ------------------ | ------------------ |
| 2024               | Manama (Baréin)    | Medalla de oro     | +87 kg             |